# Куйлис
Куйли́с (каз. Құйылыс) — село у складі Іргізького району Актюбінської області Казахстану. Адміністративний центр Тауіпського сільського округу.
Населення — 553 особи (2021; 782 у 2009, 791 у 1999, 857 у 1989).